# Radeon R520

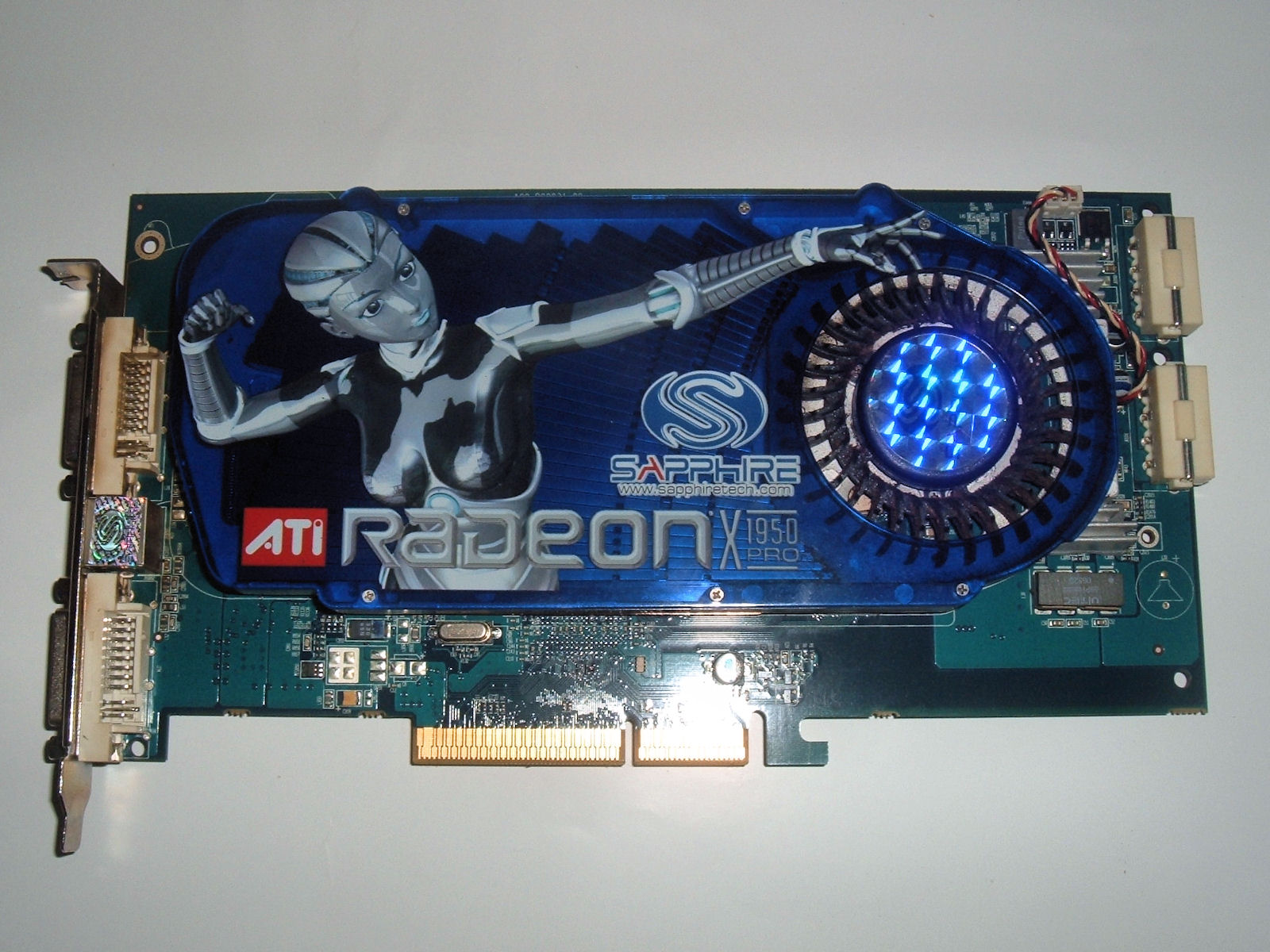
Radeon X1950, ostatnia karta graficzna używająca procesora R520

Radeon "R520" (o nazwie kodowej Fudo) – linia procesorów graficznych firmy ATI zgodnych z DirectX 9.0c i OpenGL 2.0. Jest następcą rdzenia "R300" zoptymalizowanym do obsługi Shader Model 3.0. Seria została wprowadzona do produkcji 5 października 2005. Następcą jest rdzeń R600 wprowadzony do produkcji w roku 2007.
Rdzeń ten zawierały modele kart od X1300, aż do najmocniejszych wersji X1950.